# Mad Jack o Pirata
Mad Jack the Pirate ou Mad Jack o Pirata Pirado no Brasil é uma série de televisão animada americana de comédia e aventura. O show foi criado por Bill Kopp e foi dirigido por Jeff DeGrandis (que trabalhou anteriormente juntos na Toonsylvania). Na televisão americana, foi transmitido pela  Fox Kids e no Brasil foi exibido na Fox Kids e na Rede Globo.
O conceito é das aventuras do mal-humorado e covarde Pirate Jack, que apesar de repetidos fracassos nunca duvida de sua própria excelência, acompanhado de seu idiota rato antropomórfico Snuk, enquanto navegam os mares em seu navio o Sea Chicken.
A propriedade da série passou para a Disney em 2001, quando a Disney adquiriu a Fox Kids Worldwide, que também inclui a Saban Entertainment. Mas a série não está disponível no Disney+.